# Economia de Trindade e Tobago
Trindade e Tobago conquistou a reputação de ser um local de investimento excelente para os negócios internacionais, e tem uma das mais altas rendas per capita da América Latina. O crescimento econômico entre os anos de 2000 e 2007 superou a média anual de 8%, bem acima da média de 3,7% de crescimento da região para o mesmo período, apesar disso o ritmo de crescimento diminuiu, e entre 2009 e 2011 o PIB sofreu retração, devido a quedas no preço do gás natural e mudanças nos mercados.
Além do gás natural, o turismo é um setor em crescimento, embora não seja tão importante, proporcionalmente, como em muitas outras ilhas das Caraíbas. A economia beneficia de uma baixa taxa de inflação e de superávites comercial.

## Informações gerais
Trindade e Tobago possui muitos recursos naturais e as principais indústrias são a química e a petroquímica. O turismo local tem um grande potencial de expansão em função de apelos ecológicos e culturais: paisagem exuberante em flora e fauna, arquitetura colonial e um colorido sincretismo cultural. Os principais produtos de exportação são: produtos químicos, cacau, café, petróleo e frutas. Em relação à economia, a população ativa se distribui segundo as seguintes proporções: 62% no setor de serviços; 11% na construção civil; 13% na indústria e 14% na mineração.

## Comércio exterior
Em 2019, o país foi o 88º maior exportador do mundo (US $ 10,5 bilhões, 0,1% do total mundial). Já nas importações, em 2019, foi o 109º maior importador do mundo: US $ 6,8 bilhões.

## Setor primário

### Agricultura
Trindade e Tobago produziu, em 2019:
- 43 mil toneladas de frutas;
- 15 mil toneladas de coco;
- 7,5 mil toneladas de frutas cítricas;
- 7,5 mil toneladas de banana;
- 5 mil toneladas de milho;
- 3,9 mil toneladas de laranja;
- 3,3 mil toneladas de abóbora;
- 2,8 mil toneladas de limão;
- 2,7 mil toneladas de abacaxi;
- 2,6 mil toneladas de taro;
- 2,3 mil toneladas de mandioca;
- 2,3 mil toneladas de pimenta;

Além de outras produções de outros produtos agrícolas.

### Pecuária
Na pecuária, Trindade e Tobago produziu, em 2019: 62 mil toneladas de carne de frango; 7 milhões de litros de leite de vaca, entre outros.

## Setor secundário

### Indústria
O Banco Mundial lista os principais países produtores a cada ano, com base no valor total da produção. Pela lista de 2019, Trindade e Tobago tinha a 88ª indústria mais valiosa do mundo (US $ 4,7 bilhões).

### Energia
Nas energias não-renováveis, em 2020,  o país era o 51º maior produtor de petróleo do mundo, 56,5 mil barris/dia. Em 2019, o país consumia 39 mil barris/dia (107º maior consumidor do mundo). Em 2010 era o 44º maior exportador do mundo (75,3 mil barris/dia). Em 2015, era o 20º maior produtor de gás natural do mundo, 40,8 bilhões de m³ ao ano. Em 2019 era o 41º maior consumidor de gás (17,5 bilhões de m³ ao ano) e em 2015 era o 14º maior exportador do mundo (17,8 bilhões de m³ ao ano). O país não produz carvão.
Nas energias renováveis, em 2020, Trindade e Tobago não produzia energia eólica nem energia solar.

## Turismo
Em 2017, Trindade e Tobago recebeu 0,4 milhões de turistas internacionais. As receitas do turismo, em 2018, foram de US $ 0,4 bilhões.